# Stalolidia poecila
Stalolidia poecila är en insektsart som beskrevs av Ernst Friedrich Germar 1821. Stalolidia poecila ingår i släktet Stalolidia och familjen dvärgstritar. Inga underarter finns listade i Catalogue of Life.